# Patrick Joseph Hayes
Patrick Joseph Hayes (20 tháng 11 năm 1867 – 4 tháng 9 năm 1938) là một hồng y người Mỹ của Giáo hội Công giáo Rôma. Ông giữ chức Tổng giám mục Tổng giáo phận New York từ năm 1919 cho đến khi qua đời. Khẩu hiệu giám mục của ông là "Domine Mane Nobiscum" (có nghĩa là "Lạy Chúa xin ở lại với chúng con").

## Thân thế và tu tập
Patrick Hayes sinh ngày 20 tháng 11 năm 1867 tại khu Five Points của Manhattan, cha là Daniel Hayes và mẹ là Mary Gleason. Theo Hayes, ông "được sinh ra rất khiêm tốn và có thể nói là nghèo". Cha mẹ ông đều đến từ Quận Kerry, Ireland và chuyển đến Hoa Kỳ vào năm 1864. Người em trai tên John của ông sinh năm 1870. Mẹ của Hayes qua đời vào tháng 6 năm 1872 và cha ông sau đó đã tái hôn vào khoảng năm 1876; người em gái cùng cha khác mẹ Anastasia sinh cùng năm đó. Năm 15 tuổi, ông được gửi đến sống với cô chú của mình là những người điều hành một tiệm tạp hóa mà sau đó là nơi Hayes làm việc.
Sau khi theo học tại Học viện La Salle, Hayes học tại Trường đại học Manhattan, ở đây ông đạt thành tích xuất sắc về triết học và cổ điển học và lấy bằng Cử nhân Khoa học Xã hội vào năm 1888. Tại Manhattan, ông cũng kết bạn với George Mundelein, sau này là Tổng giám mục Chicago. Hayes sau đó vào Chủng viện Thánh Giuse ở Troy.

## Linh mục
Hayes được Tổng giám mục Michael Corrigan truyền chức linh mục vào ngày 8 tháng 9 năm 1892. Sau đó, ông được gửi đi học thêm tại Đại học Công giáo Hoa Kỳ ở Washington, D.C. và nhận bằng Cử nhân Thần học Thánh vào năm 1894.
Khi trở về Thành phố New York, Hayes được bổ nhiệm làm linh mục phó xứ tại Nhà thờ Thánh Gabriel ở Lower East Side, lúc đó linh mục chính xứ là John Murphy Farley (người sau này mà ông sẽ kế nhiệm chức Tổng giám mục New York). Sau khi Farley được phong chức giám mục, Hayes làm thư ký riêng của ông từ năm 1895 đến năm 1903, sau đó ông được bổ nhiệm làm chưởng ấn của Tổng giáo phận và Giám đốc Tiểu chủng viện. Ông được phong Giáo sĩ Danh dự của Giáo hoàng vào ngày 15 tháng 10 năm 1907.

## Giám mục

### Giám mục phụ tá New York
Ngày 3 tháng 7 năm 1914, Giáo hoàng Piô X bổ nhiệm Hayes làm Giám mục phụ tá New York và Giám mục hiệu tòa Thagaste. Lễ tấn phong giám mục được cử hành vào ngày 28 tháng 10 tại Nhà thờ chính tòa Thánh Patriciô, bởi vị chủ phong Hồng y Farley (Tổng giám mục New York) cùng hai Giám mục phụ phong Henry Gabriels (Giám mục Ogdensburg) và Thomas Cusack (Giám mục Themiscyra).

### Đại diện Tông Tòa Nghĩa vụ Quân sự
Ngày 24 tháng 11 năm 1917, Hayes sau đó được bổ nhiệm làm Đại diện Tông Tòa Hạt Đại diện Tông Tòa Nghĩa vụ Quân sự, Hoa Kỳ. Là linh mục quản hạt quân đội Hoa Kỳ trong Chiến tranh thế giới thứ nhất, ông đã tuyển mộ hàng trăm linh mục làm sĩ quan hoặc tuyên uý. Ông cũng là một trong bốn giám mục thành viên của ủy ban điều hành Hội đồng Chiến tranh Công giáo Quốc gia.

### Tổng giám mục New York
Sau khi Hồng y Farley qua đời vào tháng 9 năm 1918, Hayes được Giáo hoàng Biển Đức XV bổ nhiệm làm Tổng giám mục thứ năm của Tổng giáo phận New York vào ngày 10 tháng 3 năm 1919. Ông chính thức nhậm chức vào ngày 19 tháng 3 cùng năm. Ông thành lập Hội từ thiện Công giáo của tổng giáo phận vào năm 1920 và vì vậy được gọi là "Hồng y Từ thiện". Trong một lá thư mục vụ năm 1921, Hayes lên án mạnh mẽ việc phá thai, tránh thai và ly hôn. Ông đã tổ chức cuộc đột kích vào hội nghị đầu tiên của Liên đoàn kiểm soát sinh sản Hoa Kỳ và sau đó gọi các thành viên của tổ chức này là "tiên tri của sự suy đồi". Ông hoan nghênh việc bầu Éamon de Valera làm Tổng thống Cộng hòa Ireland và đóng góp 1.000 đô la cho Sinn Féin.

## Hồng y
Giáo hoàng Piô XI vinh thăng ông thành Hồng y đẳng Linh mục Santa Maria in Via trong công nghị ngày 24 tháng 3 năm 1924. Người ta suy đoán rằng Giáo hoàng đã trì hoãn việc vinh thăng Hồng y đoàn vì một nhóm từ Nhà thờ chính tòa Thánh Patriciô đã ném đá Câu lạc bộ Union vì treo cờ Anh Quốc, nhưng Piô vẫn nồng nhiệt chào đón Hayes là "hiền đệ thân yêu" tại công nghị.
Vị hồng y phản đối việc cấm rượu, ủng hộ luật pháp để hạn chế sự thiếu công chính trước công chúng và chứng thực cho việc giảm thất nghiệp trong cuộc Đại khủng hoảng. Nhận xét về cuộc Khủng hoảng năm 1931, ông nói: "Người dân Mỹ đang trải qua sự trở lại với tôn giáo sau một thời kỳ thờ ơ và hoài nghi được đánh dấu bởi sự thịnh vượng của vùng đất... Bây giờ họ trở lại khi họ thấy họ cần gì đó lớn hơn vật chất để đối mặt với nghịch cảnh và căng thẳng."
Sau khi Đấng đáng kính Charles Coughlin ca ngợi cố Thị trưởng New York Jimmy Walker, Hayes, người trước đó đã tố cáo Walker vì sự thiếu đạo đức, đã phán quyết rằng không ai được tổ chức một cuộc tụ họp tôn giáo mà không có sự cho phép của hồng y.
Ngày 24 tháng 6 năm 1924, ông dâng lời cầu khẩn tại lễ khai mạc Hội nghị Quốc gia Dân chủ 1924.
Ông đã sử dụng mối quan hệ của mình với dòng Tammany Hall để sắp xếp sự hỗ trợ của Đảng Dân chủ trong Quốc hội cho pháp luật bảo vệ các trường Công giáo ở Philippines vào năm 1932.
Hayes có một ngôi nhà nghỉ hè ở Dãy Catskill, gần trại Thánh Giuse, được duy trì bởi các nữ tu Dòng Đa Minh ở Amityville; ông từng bắt gặp một nhóm Klan ở đó.
Hayes qua đời ngày 4 tháng 9 năm 1938 vì nhồi máu cơ tim gây ra bởi huyết khối mạch vành ở Monticello, New York, thọ 70 tuổi. Ban đầu, ông được chôn cất trong một nhà nguyện lớn ở trại Thánh Giuse. Sau khi các nữ tu bán tài sản, ông được chôn trong hầm mộ dưới bàn thờ của Nhà thờ chính tòa Thánh Patriciô.
Trường Trung học Hồng y Hayes ở The Bronx được đặt theo tên ông.

## Tông truyền
Hồng y Tổng giám mục Patrick Joseph Hayes được tấn phong giám mục năm 1914, dưới thời Giáo hoàng Piô X, bởi:
- Giám mục chủ phong: Hồng y John Murphy Farley, Tổng giám mục Tổng giáo phận New York
- Hai giám mục phụ phong: Giám mục chính tòa Giáo phận Ogdensburg Henry Gabriels và Giám mục phụ tá Tổng giáo phận New York Thomas Cusack

Hồng y Tổng giám mục Patrick Joseph Hayes là chủ phong nghi thức truyền chức cho các giám mục:
- Năm 1920, William F. O'Hare, Đại diện Tông Tòa Hạt Đại diện Tông Tòa Jamaica
- Năm 1921, John Joseph Dunn, Giám mục phụ tá Tổng giáo phận New York
- Năm 1923, Daniel Joseph Curley, Giám mục chính tòa Giáo phận Syracuse
- Năm 1926, John Joseph Mitty, Giám mục chính tòa Giáo phận Thành phố Salt Lake
- Năm 1928, Joseph Rummel, Giám mục chính tòa Giáo phận Omaha
- Năm 1929, John Francis O'Hern, Giám mục chính tòa Giáo phận Rochester
- Năm 1932, James E. Kearney, Giám mục chính tòa Giáo phận Thành phố Salt Lake
- Năm 1933, James Hayes, Giám mục chính tòa Giáo phận Cagayan de Oro
- Năm 1934, Stephen Joseph Donahue, Giám mục phụ tá Tổng giáo phận New York
- Năm 1938, Bartholomew J. Eustace, Giám mục chính tòa Giáo phận Camden

## Hình ảnh

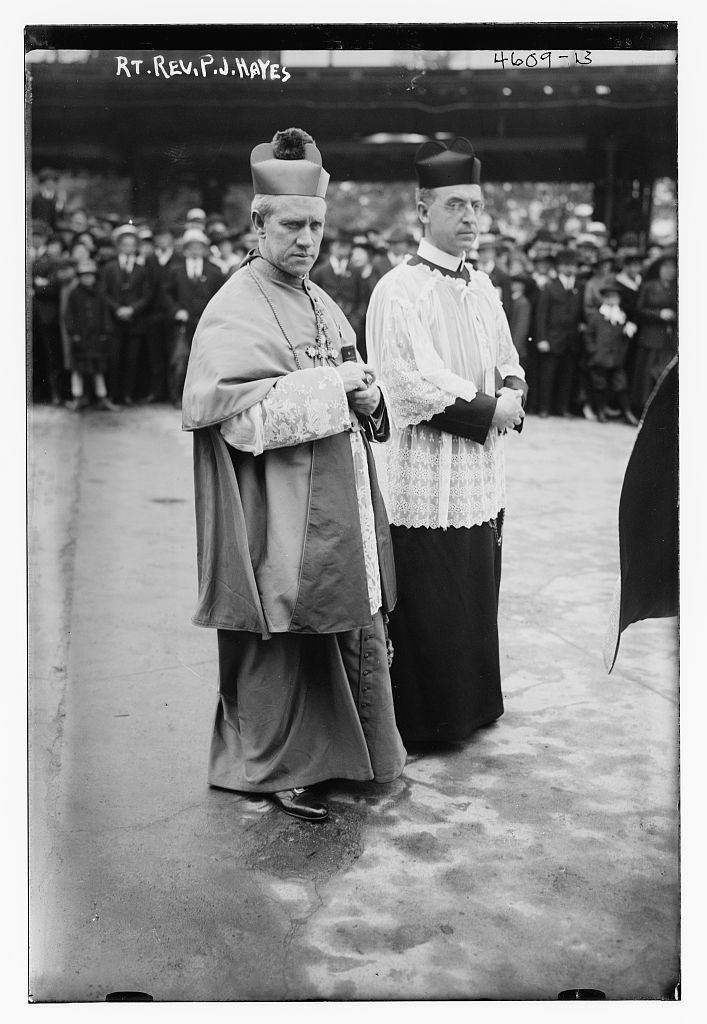
Tổng giám mục Hayes (trái) vào khoảng năm 1915 đến 1920
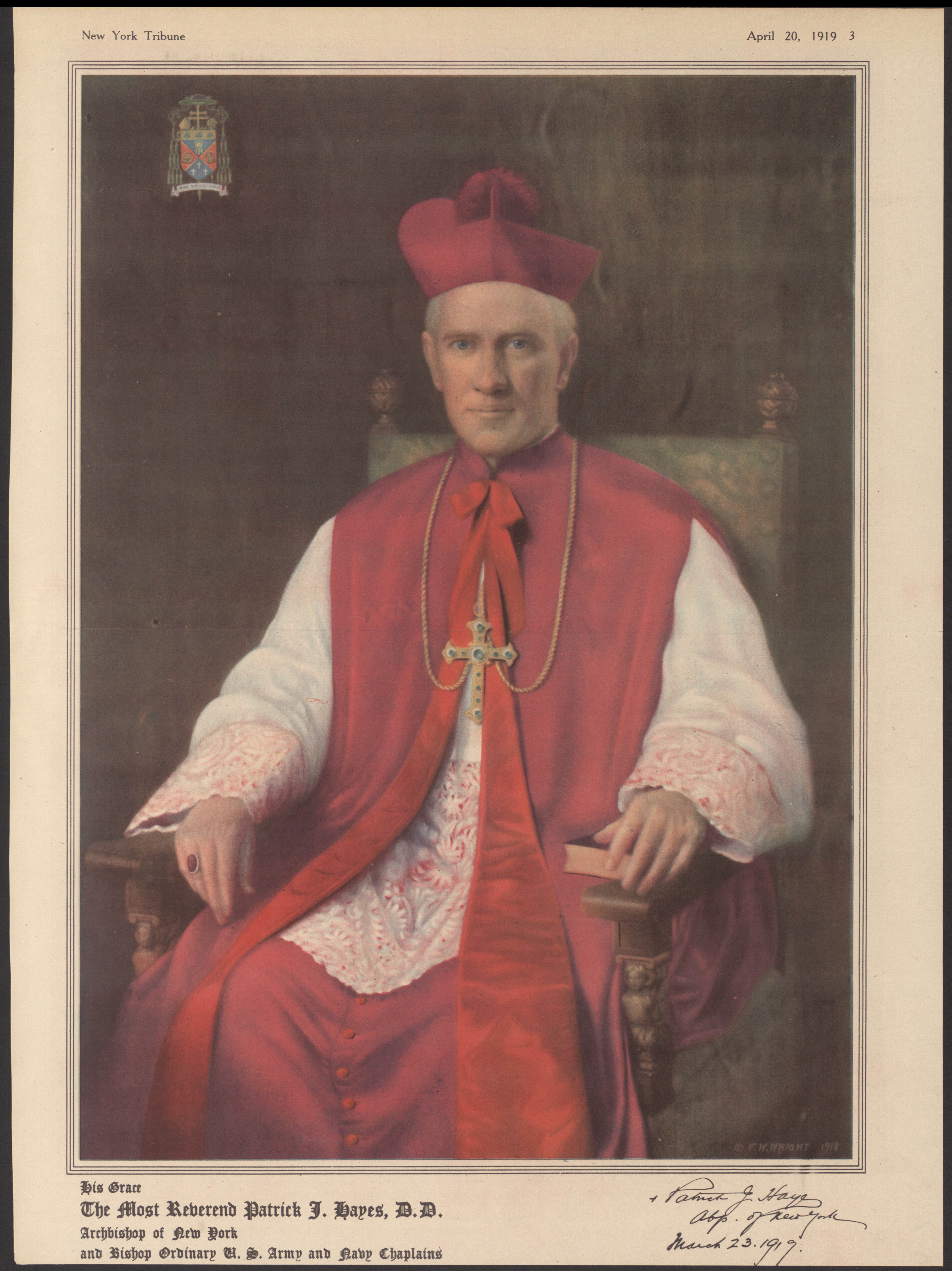
Tranh vẽ Tổng giám mục Hayes của Fred W. Wright vào ngày 20 tháng 4 năm 1919
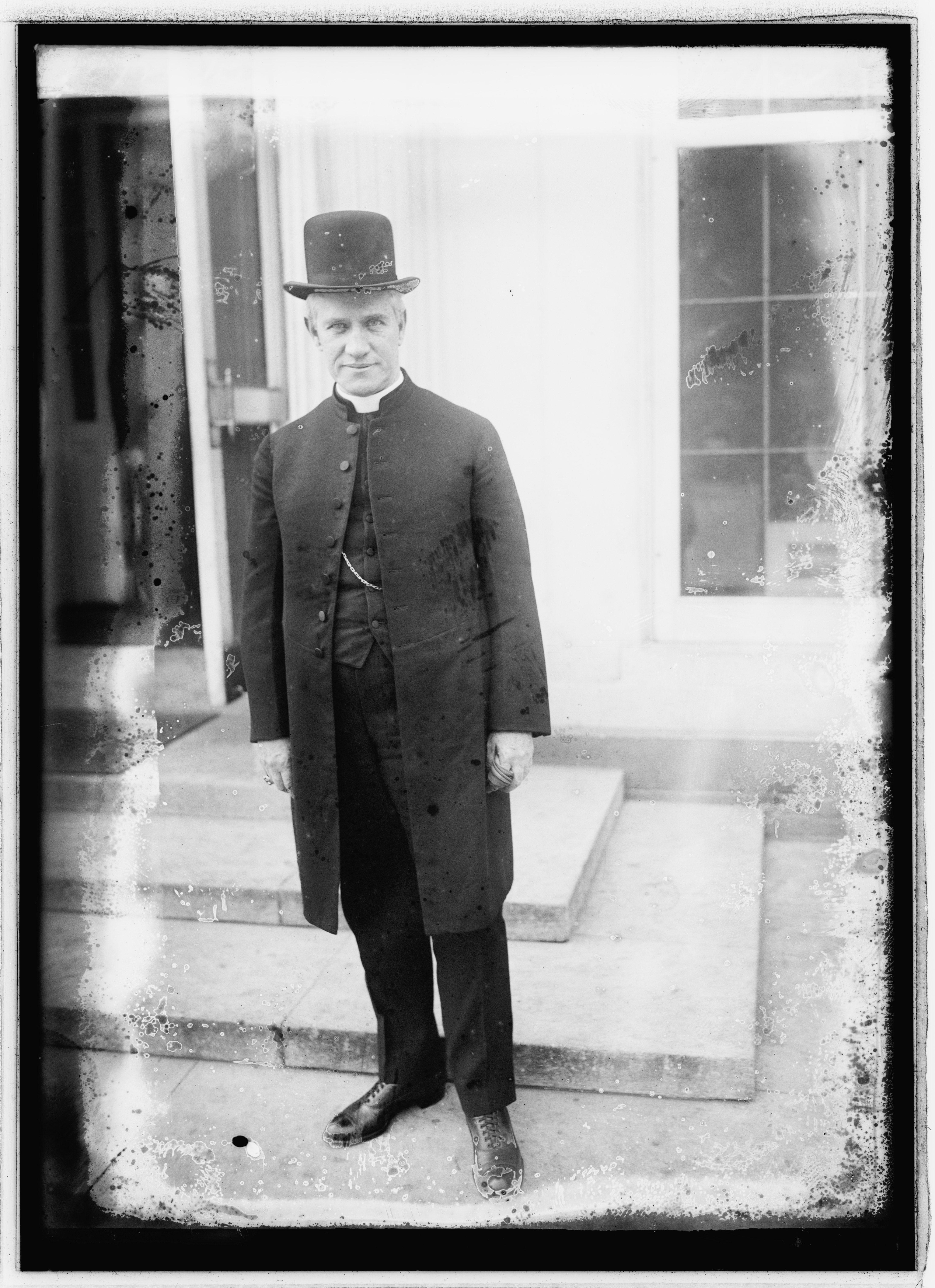
Tổng giám mục Hayes năm 1922
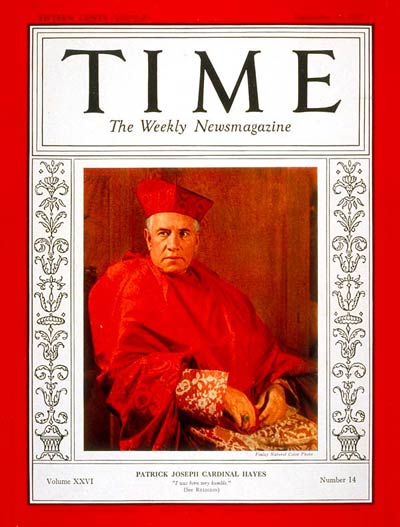
Hồng y Hayes trên bìa của tờ Time vào ngày 30 tháng 9 năm 1935